# 蒙略拉加德
蒙略拉加德（法語：Montlieu-la-Garde，法語發音：[mɔ̃ljø la gaʁd]）是法国滨海夏朗德省的一个市镇，位于该省东南部，属于容扎克区。

## 地理
蒙略拉加德（45°14'41"N, 0°15'19"W）面积31.6 平方千米，位于法国新阿基坦大区滨海夏朗德省，该省份为法国西部滨海省份，北起旺代省，西临大西洋，南至吉倫特省，东南接多爾多涅省，东北接德塞夫勒省接壤，东临夏朗德省。
与蒙略拉加德接壤的市镇（或旧市镇、城区）包括：贝德纳克、比萨克福雷、谢普尼耶、讷维克、奥里尼奥勒、普亚克、圣帕莱-德内格里尼亚克。

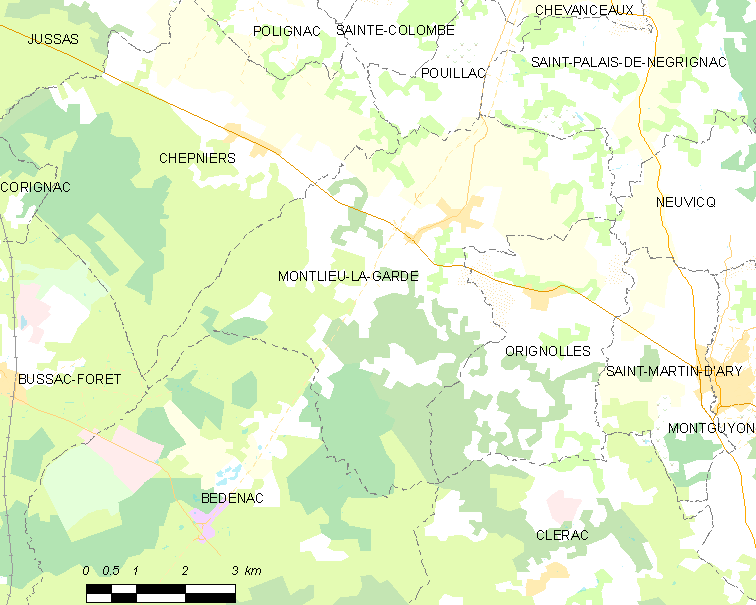
蒙略拉加德的OSM定位图

蒙略拉加德的时区为UTC+01:00、UTC+02:00（夏令时）。

## 行政
蒙略拉加德的邮政编码为17210，INSEE市镇编码为17243。

## 政治
蒙略拉加德所属的省级选区为三山县。

## 人口

1962-2008年间蒙略拉加德人口变化图示

蒙略拉加德于2022年1月1日时的人口数量为1263人。